# Интегрин альфа-11
Интегрин альфа-11 (α11) — мембранный белок, гликопротеин из надсемейства интегринов, продукт гена ITGA11, альфа-субъединица интегрина α11β1, рецептора для коллагена. Ген был описан в 1999 году.

## Функции
Интегрин альфа-11/бета-1 (α11β1) является рецептором для коллагена. Вместе с α1β1, α2β1 и α10β1 входит в подгруппу интегринов с I-доменом, связывающих коллаген. 

## Структура
Интегрин альфа-11 — крупный белок, состоит из 1166 аминокислот.  N-концевой участок (1119 аминокислот) является внеклеточным, далее расположен единственный трансмембранный фрагмент  (23 аминокислоты) и небольшой внутриклеточный фрагмент (24 аминокислоты). Внеклеточный фрагмент включает 7 FG-GAP повторов, VWFA домен, до 16 потенциальных участков N-гликозилирования. Цитозольный участок включает GFFRS мотив, чем альфа-11 отличается от большинства других интегринов, содержащих консервативный GFFKR мотив. Зрелый белок — 145 кДа. 
Интегрин альфа-11 относится к интегринам с I-доменом (VWFA домен), которые не подвергаются ограниченному протеолизу в процессе созревания. 

## Тканевая специфичность
Наиболее высокая экспрессия интегрина α11β1 — в матке, высокая экспрессия — в сердце, средний уровень α11 — в скелетных мышцах, желудке, тонком кишечнике, мочевом пузыре, предстательной железе и толстом кишечнике. Низкая экспрессия — в немышечных тканях (поджелудочная железа, почки, плацента).